# NGC 635
NGC 635 est une lointaine galaxie spirale située dans la constellation de la Baleine. NGC 635 a été découverte par l'astronome américain Francis Leavenworth en 1885.

## Caractéristiques
Sa vitesse par rapport au fond diffus cosmologique est de 13 755 ± 48 km/s, ce qui correspond à une distance de Hubble de 203 ± 14 Mpc (∼662 millions d'al).
NGC 635 renferme des régions d'hydrogène ionisé.